# 米子市美術館
米子市美術館（よなごしびじゅつかん）は鳥取県米子市にある美術館。
山陰地方初の公立美術館として1983年に開設され、植田正治、前田寛治、香田勝太、國頭繁次郎、辻晉堂、杵島隆、中ハシ克シゲなど郷土ゆかりの作家の作品1800余点を収蔵・展示している。2013年8月17日、喫茶室の新設やバリアフリー化などの改修工事を経てリニューアルオープンした。
2017年8月、広島県廿日市市在住の実業家井上幸夫よりガレ、ドーム兄弟などアールヌーヴォーのガラス工芸品79点の寄贈を受け、一般公開した。

## 利用情報
- 開館時間 - 10:00～18:00
- 休館日 - 水曜日・年末年始（市展・県展会期中は無休。また企画展により会期中無休）
- 駐車場 - 美術館専用の駐車場はないが、米子市役所有料駐車場を利用すると館内受付にて駐車券2時間無料処理あり。また、美術館横に計4台分の身体障がい者用駐車場とハートフル駐車場がある。

## 概要
- 設立 - 1983年6月17日
- 所在地 - 〒683-0822　鳥取県米子市中町12

## 常設（コレクション）展
- 観覧料 - 一般320円／大学生以下、70歳以上、障がい者は付添1名含め無料。
- 年間2～3期開催のため会期は要確認。

## 交通アクセス
- JR （山陰本線・伯備線・境線） 米子駅より約1km（徒歩約10分）
- 米子駅前バスターミナルから各方面行きのバスで市役所前バス停下車（松江方面行を除く）

## 周辺
- 米子市立図書館（隣接）
- 米子市立山陰歴史館
- 米子市役所
- 米子市公会堂